# 氷川町 (東京都)
氷川町（ひかわまち）は東京都の西部、西多摩郡に属していた町である。
現在は西多摩郡奥多摩町氷川。

## 地理
現在の奥多摩町の中部に位置する。
- 山岳：雲取山、天祖山、鷹ノ巣山、御前山、大岳山、川苔山、本仁田山
- 河川：多摩川、日原川

## 歴史

### 村域の変遷
- 1889年（明治22年）4月1日 - 町村制施行により、氷川村、日原村、海沢村、境村が合併し神奈川県西多摩郡氷川村が成立。
- 1893年（明治26年）4月1日 - 西多摩郡が南多摩郡、北多摩郡と共に東京府へ編入。
- 1940年（昭和15年）2月11日 - 氷川村は町制施行し氷川町になる。
- 1943年（昭和18年）7月1日 - 東京都制施行。（東京府廃止。）
- 1955年（昭和30年）4月1日 - 氷川町は古里村、小河内村とともに合併し奥多摩町が発足。氷川町は消滅。

変遷表
| 1868年 以前 | 1868年 以前 | 明治22年 4月1日 | 昭和15年 2月1日 | 昭和30年 4月1日 | 現在     |
| ----------- | ----------- | --------------- | --------------- | --------------- | -------- |
|             | 氷川村      | 氷川村          | 町制            | 奥多摩町        | 奥多摩町 |
|             | 海沢村      | 氷川村          | 町制            | 奥多摩町        | 奥多摩町 |
|             | 境村        | 氷川村          | 町制            | 奥多摩町        | 奥多摩町 |
|             | 日原村      | 氷川村          | 町制            | 奥多摩町        | 奥多摩町 |

## 大字
- 氷川（ひかわ）
- 海沢（うなざわ）
- 境（さかい）
- 日原（にっぱら）

## 人口
総数 [単位： 人]
| 1940年（昭和15年） | 5,749 |
| 1948年（昭和23年） | 7,575 |

## 交通

### 鉄道
- 日本国有鉄道（ → 東日本旅客鉄道）
  - ■青梅線
    - 氷川駅（ → 奥多摩駅）

### 道路
- 青梅街道